# Polydéndri
Ne doit pas être confondu avec Polydéndri (Agiá).
 (août 2024).
Le contenu est difficilement compréhensible vu les erreurs de traduction, qui sont peut-être dues à l'utilisation d'un logiciel de traduction automatique.
Polydéndri (grec moderne : Πολυδένδρι, officiellement connu sous le nom de Polydéndrion (grec moderne : Πολυδένδριον), est une localité située dans le dème d'Oropós, dans le district régional d'Attique-de-l'Est, dans la périphérie d'Attique, en Grèce.
Selon le recensement de 2021, elle compte 1 163 habitants.

## Géographie
Polydéndri est situé dans le dème d'Oropós, dans la région de l'Attique de l'Est, au nord d'Athènes. L'ensemble du district municipal est composé de Polydéndri, Taxiárches, Iraklidís et Ágios Geórgios.
Située à une altitude de 340 m, elle s'étend sur une surface de 13 881 km2.
Après avoir compté 667 habitants en 1981 puis 910 en 1991 et 1 179 en 2001, Polydéndri compte lors du recensement de 2011 1 385 hab,. L'ensemble du district municipal s'élève à 1 608 hab, Taxiárches étant peuplé de 116 hab, Iraklidís de 68 hab et Ágios Geórgios de 39 hab.
Le code postal de Polydéndri est 19014 et son code d'accès téléphonique est +3022950.

## Culture
Polydéndri est historiquement une colonie arvanite.
Elle possède de nombreuses associations culturelles, telles qu'une association de jeunes, une association de danse traditionnelle et un club d'athlétisme (l'Aigle noir de Polydéndri, jouant au centre d'athlétisme de Gourezi). En outre, Polydéndri est connu pour ses tavernes.